# Trouble Is...
Trouble Is... é o segundo álbum de estúdio do guitarrista de blues estadunidense Kenny Wayne Shepherd.
O álbum, lançado em 1997, alcançou vendagem de platina em 1999.
A música Trouble Is... faz parte da trilha-sonora do jogo NASCAR 2001, do playstation 2.

## Faixas
1. "Slow Ride" (Shepherd/Tate/Selby) – 3:49
2. "True Lies" (Shepherd/Tate) – 5:48
3. "Blue on Black" (Shepherd/Selby/Sillers) – 5:30
4. "Everything Is Broken" (Dylan) – 3:48
5. "I Don't Live Today" (Hendrix) – 4:34
6. "(Long) Gone" (Shepherd/Tate/Selby) – 5:24
7. "Somehow, Somewhere, Someway" (Shepherd/Tate) – 5:34
8. "I Found Love (When I Found You)" (Shepherd/Tate) – 4:01
9. "King's Highway" (Shepherd/Selby/Sillers) – 4:17
10. "Nothing to Do with Love" (Williams/Miller) – 4:49
11. "Chase the Rainbow" (Shepherd/Tonio K) – 4:57
12. "Trouble Is ..." (Shepherd/Layton/Shannon/Wynans) – 3:57

## Charts
Album - Billboard (North America)
| Ano  | Parada Musical    | Posição |
| ---- | ----------------- | ------- |
| 1997 | The Billboard 200 | 74      |

Singles - Billboard (North America)
| Ano  | Canção                        | Parada Musical         | Posição |
| ---- | ----------------------------- | ---------------------- | ------- |
| 1997 | "Slow Ride"                   | Mainstream Rock Tracks | 3       |
| 1998 | "Somehow, Somewhere, Someway" | Mainstream Rock Tracks | 3       |
| 1998 | "Blue On Black"               | The Billboard Hot 100  | 78      |
| 1998 | "Blue On Black"               | Mainstream Rock Tracks | 1       |
| 1999 | "Everything Is Broken"        | Mainstream Rock Tracks | 10      |